# Esporte Clube Siderúrgica
L'Esporte Clube Siderúrgica és un club de futbol brasiler de la ciutat de Sabará a l'estat de Minas Gerais.

## Història
El club va ser fundat el 31 de maig de 1930. El Siderúrgica guanyà el campionat mineiro els anys 1937 i 1964. El 1967 la Belgo-Mineira Ironworks Company deixà de finançar el club i aquest passà a les competicions amateurs. El 2011 tornà a la segona divisió estatal.

## Estadi
L'Esporte Clube Siderúrgica juga els seus partits a l'Estadi Praia do Ó. Té una capacitat per a 4.000 espectadors.

## Palmarès
- Campionat mineiro:
  - 1937, 1964